# Willi Williams
 (novembre 2018).
Si vous disposez d'ouvrages ou d'articles de référence ou si vous connaissez des sites web de qualité traitant du thème abordé ici, merci de compléter l'article en donnant les références utiles à sa vérifiabilité et en les liant à la section « Notes et références ».
Pour les articles homonymes, voir Willie Williams (athlète).
Ne doit pas être confondu avec Willy William.
Willi Williams (ou Willie Williams), né en 1953 dans le comté de Saint Ann, en Jamaïque, est un chanteur et producteur de reggae.

## Biographie
Il enregistre le titre Calling pour Coxsone Dodd en 1968 ; cette chanson se trouve sur la compilation sortie la même année Party Time In Jamaica aux côtés de Hello Carol des Gladiators (enregistré le même jour) ou des formidables instrumentaux des Sound Dimension : Reggae Rock, In the Mood et Jericho Rock. Il fonde avec deux amis le sound system Triple Zone et enregistre en 1969 Prisoners Of Loneliness, un titre autoproduit qui sort sur son label Soul Sound comme les titres Get Ready et Love Zone. 
Il produit quelques titres pour Delroy Wilson ou The Versatiles et s'installe à Toronto au Canada en 1974, où il se lie d'amitié avec Jackie Mittoo. Leur collaboration donna lieu à certains titres, Jahquarius, Come along ou Repatriation Song qui sortent sur le label de Jackie Mittoo, Stine Jac.
En 1979, Willi Williams enregistre également Unity et Messenger Man qui attire l'attention de  Coxsone Dodd et débouche sur son grand Armagideon Time enregistré sur le riddim du Real Rock des Sound Dimension. Un titre qui donna la même année le Nice up the dance de Michigan And Smiley. Cette chanson est en parfaite adéquation avec l'esprit punk et attire rapidement l'attention du groupe The Clash. Ces derniers la reprennent, en face B du classique London Calling, ainsi que sur leur album Black Market Clash.
Il enregistre Armagideon Man une version de son grand classique pour Vivian Jackson (il fait même partie un temps du line up des Prophets) et en sort une autre version Rocking Universally qui obtient un franc succès au Canada et en Europe. Il enregistre encore chez Studio One, les singles Jah Righteous Plan, No One Can Stop Us et Addis Ababa, et son album Armagideon Time, contenant des versions longues de Master Plan, People, et de son populaire Armagideon Time.
En 1980, sort Messenger Man sur Jah Muzik au Canada avec I man, Valley Of Jehosephat, Zion Town, Messenger Man ou Give Jah Praise.

## Discographie

### Albums
- 1980 - Messenger Man
- 1982 - Armagideon Time
- 1987 - Unity
- 1992 - Natty With A Cause
- 1992 - Armagideon Time réédition de l'album sur de label Heartbeat
- 1994 - See Me
- 1994 - Dub Salut 3
- 1995 - Jah Will
- 1999 - Thanks & Devotion
- 2000 - From Studio One to Drum Street
- 2002 - Full Time Love
- 2005 - Messenger Man  réédition de l'album de 1980 avec morceaux et dubs ajoutés